# Jerzy Kowarski

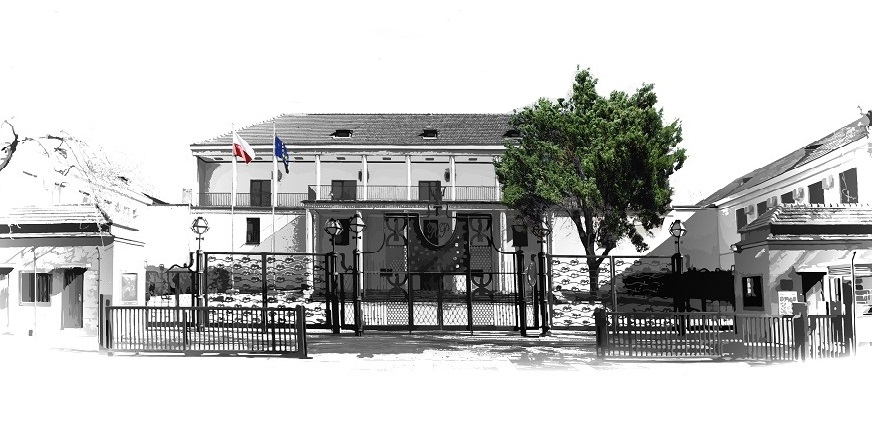
Polska ambasada w Pekinie – proj. Jerzy Kowarski i Zbigniew Karpiński

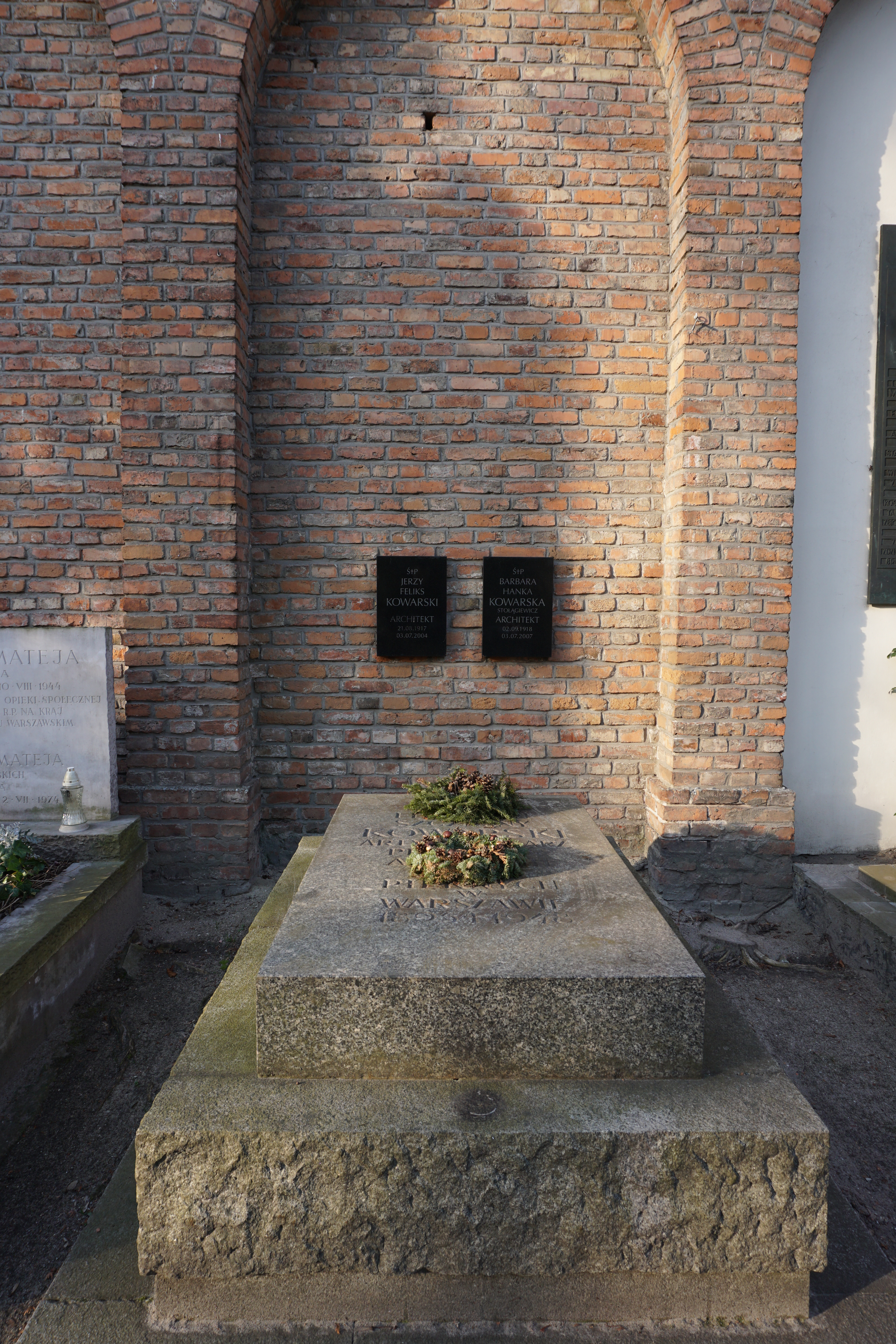
Grób Jerzego Kowarskiego na cmentarzu Powązkowskim

Jerzy Feliks Kowarski, ps. „Murarz” (ur. 21 sierpnia 1917 w Petersburgu, zm. 3 lipca 2004 w Zakopanem) – polski architekt.

## Życiorys
Od początku okupacji niemieckiej Polski uczestniczył w ruchu oporu. Należał do Armii Krajowej. Przybrał pseudonim „Murarz”. Uczestniczył w powstaniu warszawskim, podczas którego brał udział w akcji ratowania dzieł sztuki.
W 1948 ukończył studia na Wydziale Architektury Politechniki Warszawskiej. W tym samym roku wstąpił do Oddziału Warszawskiego Stowarzyszenie Architektów Polskich (SARP), które po wojnie współorganizował. Był aktywnym członkiem stowarzyszenia, pełniąc w nim funkcje: sekretarza Oddziału Warszawskiego (1951–1953), sekretarza generalnego (1954–1957), członka Zarządu Głównego (1957–1959) i Głównego Sądu Koleżeńskiego (1961–1963), oraz wiceprezesa (1957–1958 i 1959–1969). Od 1969 do 1972 sprawował stanowisko prezesa SARP. Ponadto w 1972 został członkiem honorowym Stowarzyszenia Architektów Meksykańskich. Otrzymał także szereg odznaczeń i nagród.

Henryk Buszko: Jurek był człowiekiem wrażliwym, powściągliwym w ocenach, potrzebującym ludzkiej życzliwości. Był człowiekiem prawym, rzetelnym, pracowitym. Był patriotą, traktującym swoje obywatelskie obowiązki z całą konsekwencją. Jako architekt swój obowiązek starał się realizować w twórczości architektonicznej i służeniu celom wytyczanym przez SARP. W czasie największej swej aktywności zawodowej, w tych trudnych czasach socrealizmu i destrukcji architektury przez odgórne sterowanie, bronił godności zawodu z nieczęsto wtedy spotykaną odwagą cywilną.

Ostatnie lata życia spędził w Zakopanem, gdzie zmarł. Został pochowany w Warszawie. Spoczął w grobie rodzinnym w alei zasłużonych na cmentarzu Stare Powązki (kwatera AZ-1-33).

### Małżeństwo
Był mężem architektki Barbary z d. Stołągiewicz (1918–2007).

## Dokonania
- Siedziba Ministerstwa Hutnictwa w Warszawie (1954) – współautor: Mieczysław Piprek
- Zespół budynków ambasady PRL w Pekinie (1956–1960) – współautor: Zbigniew Karpiński (nagroda I stopnia Komitetu Budownictwa, Urbanistyki i Architektury – KBUA)[4]
- Biurowiec Universalu w Warszawie w al. Jerozolimskich 44 – współautorzy: Zbigniew Karpiński i Jerzy Jakubowicz[5]
- Budynek mieszkalny z salonem Mody Polskiej w Warszawie przy ul. Rutkowskiego (obecnie Chmielna) 34[6]
- Budynek Mody Polskiej w Warszawie przy ul. Rutkowskiego 36 – współautor: Zbigniew Karpiński[7]

### Konkursy
- SARP nr 192 – Projekty szkicowe wnętrza stacji metra „Targowa” w Warszawie (1953) – współautorzy: Jan Sokołowski, Jerzy Staniszkis i Zofia Czarnecka-Kowalska (II nagroda równorzędna)
- SARP nr 213 – Projekt ambasady PRL w Pekinie (1955) – współautor: Zbigiew Karpiński (III nagroda)
- Projekt gmachu ambasady PRL w Moskwie (1969) – wyróżnienie równorzędne

## Odznaczenia
- Krzyż Oficerski Orderu Odrodzenia Polski (1969)[1]
- Medal "20-lecia Światowej Rady Pokoju" (1969)[8]
- Złota Odznaka SARP (1955)